# SN 2007dz
SN 2007dz – supernowa typu Ia odkryta 13 maja 2007 roku w galaktyce A214516+1102. W momencie odkrycia miała maksymalną jasność 17,90m.